# Seyfe Gölü
Der Seyfe Gölü ist ein abflussloser, seichter Salzwassersee in der türkischen Provinz Kırşehir. Die Fläche des Sees schwankt stark je nach dem Wasserstand, in Dürreperioden kann er auch ganz austrocknen. Der See liegt in einem abflusslosen flachen Becken ca. 20 km nördlich der Stadt Mucur.
Neben Grundwasserzuflüssen speist sich der See aus kleineren periodisch fließenden Wasserläufen. Die Fauna des Sees besteht aus Kleinkrebsen, kleinen Muscheln und anderen Wirbellosen, die die Nahrungsgrundlage für eine große Flamingokolonie und zahlreiche andere Wasservogelarten bilden.